# ヴィンセント・タン
ヴィンセント・タン（Tan Sri Dato' Seri Vincent Tan Chee Yioun、陳志遠、拼音: Chén Zhìyuǎn、白話字: Tân Chì-uán、1952年2月23日 - ）は、マレーシアの実業家・投資家である。彼はマレーシアのコングロマリットであるベルジャヤ・グループの創業者であり、グループの持株会社であるベルジャヤ・コーポレーションの会長兼CEOを長く務めた。
1980年12月、タンはマレーシアのマクドナルドのフランチャイズ権を取得した。これがベルジャヤ・グループの成功の元となっている。
2010年、タンはフォーブスの世界長者番付に初めてランクインした（828位）。120億USドルの資産を有するとされている。
2012年2月23日、60歳の誕生日にベルジャヤ・コーポレーションの全役職を辞任した。会長およびCEOの職は長男のロビンが引き継いだ
。

## スポーツ
2010年、タンはウェールズのサッカークラブであるカーディフ・シティFCを買収した。タンはカーディフがプレミアリーグに昇格するために2500万ポンドを投資することを約束した。さらに、マンチェスター・ユナイテッドに続いて資金調達のためにIPOを検討していることも報じられた。
しかし、カーディフはブルーバーズの愛称で親しまれていたが、タンは独断でユニフォームやエンブレムを青から赤基調のものに変え、さらに鳥に代えて竜をエンブレムの中心に置いた。これらなどの理由からタンはサポーターの反感を買っており、2013年12月26日にはUSAトゥデイに「スポーツ界で最低のオーナー」と評された。
タンはカーディフの他に、2013年にボスニア・ヘルツェゴビナのサッカークラブであるFKサラエヴォを買収。2014年にはマジック・ジョンソンやミア・ハムらとともにロサンゼルスFCに出資して共同オーナーとなる。さらに、2015年5月12日にはベルギーのKVコルトレイクを500万ユーロで買収した。

## カジノ
沖縄県恩納村の米海兵隊恩納通信所跡地は返還後にPCBやカドミウムなどの有害物質が検出され、その後の跡地開発に難渋していたが、タンが、その地にカジノ複合施設を開発する計画があることを米誌ブルームバーグ通信で明らかにした。カジノは「日本などの国を除き、利ざやが小さくなってきている」とし、日本で「カジノ法案」が国会に提出されたことを受け、「仮に日本政府が沖縄でカジノをオープンすると決めれば、その土地を使えるのではないか」と期待を寄せている。